# Replay (album Iyaza)
Replay – debiutancki album Iyaza, wydany w czerwcu 2010 roku.

## Lista utworów
1. "Replay" (Theron Thomas, Timothy Thomas, Keidran Jones, Jonathan Rotem, Jason Desrouleaux) - 3:02
2. "Solo" (Jones, Rotem, August Rigo) - 3:14
3. "So Big" (Jones) - 3:19
4. "OK" (Jones) - 3:43
5. "Breathe" (Jones, Rotem) - 3:35
6. "Heartbeat" (Dean Martin) - 3:22
7. "There You Are" (Jones) - 3:15
8. "Stacy" (Thomas, Thomas) - 4:04
9. "Look At Me Now" - 3:05
10. "Friend" (Dean Martin) - 3:41
11. "Goodbye" (Jones, Rotem, Mynority Jose Aguirre Lopez) - 3:22